# آنتون (استان صوفیه)
آنتون (به بلغاری: Anton) یک منطقهٔ مسکونی در بلغارستان است که در استان صوفیه واقع شده‌است. آنتون  ۱٬۶۳۱ نفر جمعیت دارد و ۸۰۷ متر بالاتر از سطح دریا واقع شده‌است.